# 高野山フリーサービック
高野山フリーサービック（こうやさんフリーサービック）とは、南海電気鉄道（南海）が発売しているサービックの一つである。有効期間は2日。
2009年3月31日始発分から「高野山・世界遺産きっぷ」に名称変更された。

## 概要
高野山観光のために設定されており、他のサービックよりも利用率も高く、一番人気のサービックとなっている。JTBや近畿日本ツーリストでも発売されているほか、南海主要駅で購入する場合には特急「こうや」の特別急行券がセットになったものも発売されている。

## 内容
※高野山1dayチケットとクーポン券利用可能箇所が一部異なっている。
- 交通
  - 発駅 - 高野山駅までの往復乗車券
  - 南海りんかんバスの高野山内フリー乗車券（立里線、高野・龍神線、高野・丹生都比売線を除く）
- 拝観料2割引となる施設
  - 金剛峯寺
    - 金堂
    - 根本大塔

  - 高野山霊宝館
- 土産購入割引（1割引）の店舗あり

## 料金例
- 難波駅から：3,540円[1]
- 同駅から往路（片道）特急券付き：4,090円
  - 往路で特急「こうや」、復路で料金不要の列車を組み合わせて利用する場合は、往路片道特急券付きを利用できる（復路の特急「こうや」は、特急券を別途購入することで利用可能）が、その逆を利用する場合は特急券が付属しないサービックと特急券を別途購入する必要がある。
  - 往復とも、あるいはどちらか一方で特急停車駅 - 橋本間で特急「りんかん」を利用し、橋本以南各停乗り換えの場合、「往路（片道）特急券付き」は無効となり、特急券が付属しないサービックと「りんかん」特急券を別途購入する必要がある。
  - 自動改札機に通せるのは乗車券のみで、特急券は通せない。
  - 同駅から特急「こうや」に乗車した場合の大人用往復通常料金は4,870円だが、名称変更前はこのサービックを利用すると4,000円に割り引かれていた。しかし名称変更後は値下げされた反面、特急「こうや」は往路片道しか利用できなくなった。